# Archaeophasianus
Archaeophasianus — викопний рід птахів ряду Куроподібні (Galliformes). Рід вважається базальним у ряді Куроподібних. Існував у міоцені та олігоцені у Північній Америці. Скам'янілі рештки Archaeophasianus знайдені в штатах Орегон та Небраска.

## Види
- Archaeophasianus mioceanus, Lambrecht, 1933
- Archaeophasianus roberti (в оригіналі Phasianus roberti, Stone, 1915)